# Aveeno
Aveeno — виробник засобів для догляду за шкірою і за волоссям в Сполучених Штатах, дочірньою компанією американської компанії що займається споживчими товарами і фармацевтичною продукцією Johnson & Johnson. Aveeno була заснована в 1945 році і її першим продуктом була заспокійлива пінна для Aveeno відомий своїм використанням «активних природних» інгредієнтів і пропонує продукцію для лікування шкірних хвороб, таких як екзема, псоріаз, уражень отруйним плющем, отруйним дубом, отрутою сумахи, анальною сверблячкою, вітряною віспою, кропив'янкою та сонячними опіками, і є рекомендованою лікарями вже 60 років.
Назва Aveeno походить від наукової назви для звичайного вівса, Авена сатіва.
Aveeno розроблялось Rydelle Laboratories, підрозділом SC Johnson & Son, який викинув ім'я Rydelle в 1989 році, а пізніше цей підрозділ був придбаний компанією Джонсон & Джонсон в 1999 році. Після придбання компанією Johnson & Johnson маркетингова команда на чолі з Шароном Д'Агостіно (Президент КТК), Рубі Кіркупом (R & D), Гайом Беречіто, Марго Вайкамп і Холлі Мінз (всі лідери маркетингу) розробила нову стратегію, засновану на понятті «Активні Компоненти» природні інгредієнти, які забезпечують реальну користь у догляду за шкірою. У 2001 році бренд був розширився на Категорію засобів для догляду за дитиною і засобів для гігієни тіла з лініями Aveeno Baby та Aveeno Skin Relief Body Wash.У 2004 році бренд запустив лінію засобів по догляду за обличчям Positively Radiant. Ця нова технологія була заснована на використанні активної сої яка забезпечувала корисними компонентами шкіру у вигляді у вечірнього тону і текстури. У 2005 AVEENO CLEAR COMPLEXION засіб боротьби з вугрями був представлений публіці та у 2006 році був запущений Aveeno ULTRA CALMING розроблений, щоб заспокоїти роздратовану шкіру. У 2007 лінія засобів Aveeno Anti-Aging була введена на ринок.